# Бірдин

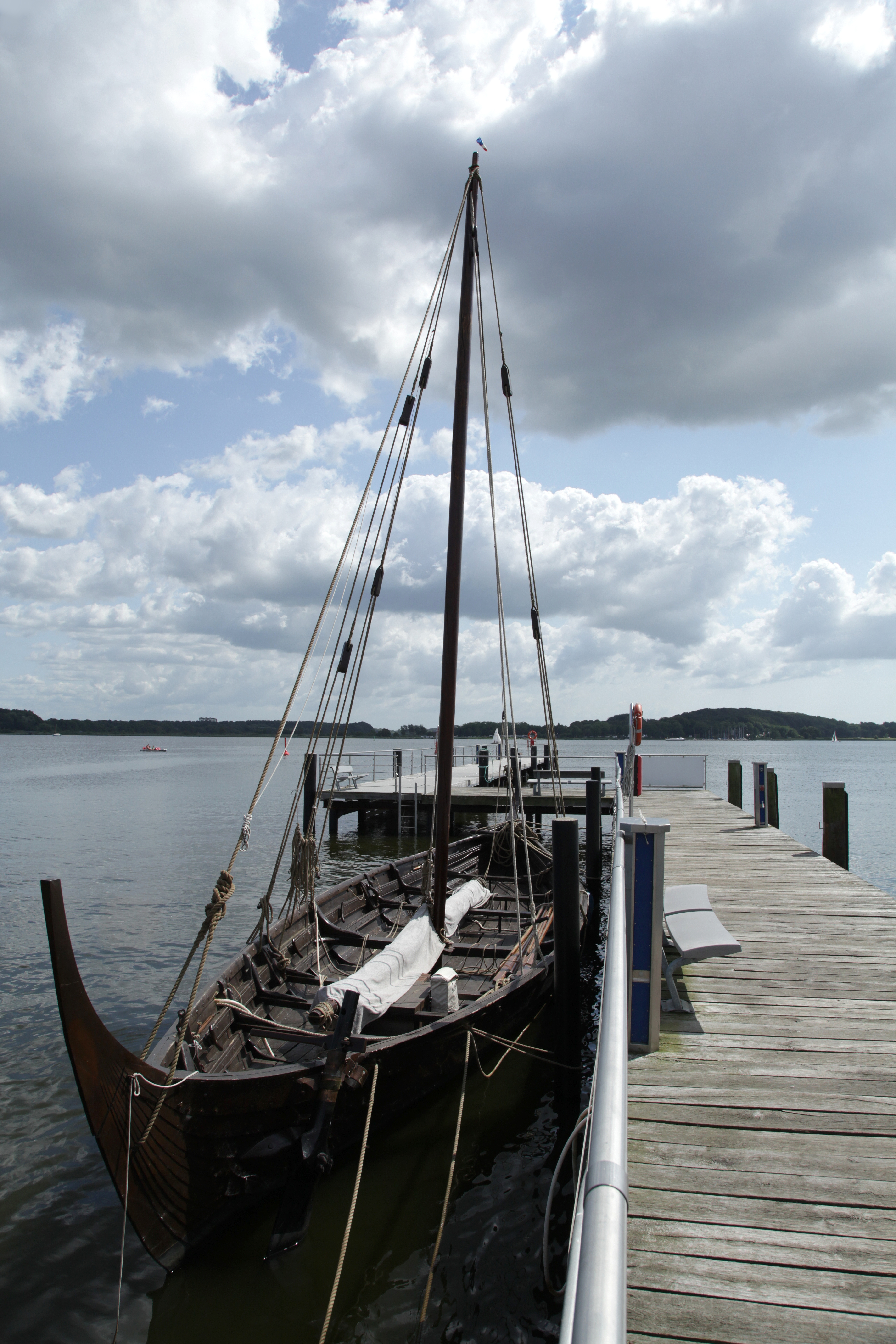
The Sigyn — сучасна репліка корабля доби вікінгів типу бірдинг Скулелев-3

Бірдин (норв та дан. Byrding; давньоскан. Byrðingr) — невеликий тип корабля вікінгів, який використовувався для транспортування вантажів уздовж узбережжя. Був меншим за інші вантажні кораблі вікінгів — кнор і карв,

## Опис
Бірдин був в певній мірі зменшеною версією кнора, за розмірами навіть менша за карв, який також іноді використовувався як торгове судно. Бірдин вужчий і коротший за ці кораблі, його довжина не перевищувала 12 метрів, і крім екіпажу міг перевозити вантаж 4,5 тони. Екіпаж судна складав від 10 до 20 осіб.
По дизайну він був чимось середнім між напівторговельним, напіввійськовим карвом і суто вантажним судном кнор. На носі і кормі влаштовували палуби для зберігання товарів, тоді як центральна частина судна залишилась відкритою. Бірдин вважався дуже швидким завдяки великій площі вітрил і використанню морських форм з дуже гострими носом і кормою.

## Археологічне підтвердження
Вважається, що прикладом бірдина є Скулелев-3, невелике торгове судно, що  року ходило вздовж узбережжя Данії та Балтійського моря і близько 1040 року було затоплене в Роскілле-фіорді в Данії. Розкопане в 1962 році і з 1969 року зберігається в Музеї кораблів вікінгів у Роскілле. Корабель побудований з данського дуба, має водотоннажність понад 9 тонн і площу вітрил 45 м². Він мав максимальну швидкість близько 8-10 вузлів і крім екіпажу міг нести вантаж понад 4 тонни. В 1982-84 роках в Музеї вікінгів в Роскілле було збудовано судно Roar Ege — повномасштабну репліку корабля Скулелев-3.